# Keycol
Keycol est un village anglais situé dans le Kent.